# 2413 van de Hulst
2413 van de Hulst eller 6816 P-L är en asteroid i huvudbältet som upptäcktes den 24 september 1960 av den nederländsk-amerikanske astronomen Tom Gehrels och det nederländska astronomparet Ingrid van Houten-Groeneveld och Cornelis Johannes van Houten vid Palomarobservatoriet. Den är uppkallad efter astronomen Hendrik van de Hulst.
Asteroiden har en diameter på ungefär 20 kilometer och den tillhör asteroidgruppen Eos.